# Emilie Culp
Emilie Culp, född 1868, död 1898, var en nederländsk sångare och skådespelare. 
Hon var från 1887 en populär och framgångsrik sångare i sin familjs teatersällskap. 